# ꥶ
ꥶ(ㅇㄹ, 이응리을)은 한글 낱자 ㅇ과 ㄹ을 겹쳐 놓은 옛한글이다. 초성에서 영어의 [r] 발음을 나타내는 데 쓰였다. 현재는 사용되지 않는다.

## 코드 값
| 종류                  | 종류           | 글자   | 유니코드 | HTML     |
| --------------------- | -------------- | ------ | -------- | -------- |
| 한글 호환 자모        | 한글 호환 자모 | (없음) | (없음)   | (없음)   |
| 한글 자모 영역        | 첫소리         | ꥶᅠ     | U+A976   | &#43382; |
| 한글 자모 영역        | 끝소리         | (없음) | (없음)   | (없음)   |
| 한양 사용자 정의 영역 | 첫소리         |     | U+F7DC   | &#63452; |
| 한양 사용자 정의 영역 | 끝소리         | (없음) | (없음)   | (없음)   |
| 반각                  | 반각           | (없음) | (없음)   | (없음)   |